# Mona (Band)
Mona ist eine 2007 gegründete US-amerikanische Rockband aus Nashville, Tennessee.

## Geschichte
Die Bandmitglieder stammen aus Dayton in Ohio und Bowling Green in Kentucky, leben jedoch  gemeinsam in Nashville. Der Bandname geht auf die Großmutter des Leadsängers Nick Brown zurück, die Mona hieß. Nachdem zwei Gitarristen sich als ungeeignet erwiesen, konnte Jordan Young die Position schließlich besetzen.
2010 gewannen sie bei den MTV Awards den Brand New for 2011-Award. 2011 veröffentlichten sie ihr Debüt-Album Mona, das Platz 39 der UK Albums Chart erreichte. Im selben Jahr erfuhren sie eine Nominierung beim Sound of 2011 der BBC.
Das zweite Album der Band, Torches and Pitchforks, erschien in Deutschland am 23. Juli 2013, konnte jedoch den Erfolg des Debütalbums nicht wiederholen.
Sänger Nick Brown hat 2012 des Weiteren eine EP (EP No. 01) veröffentlicht, die in Zusammenarbeit mit Kings-of-Leon-Bassist Jared Followill entstanden ist. Das Nebenprojekt trägt den Namen „Smoke & Jackal“.

## Diskografie

### Alben
- 2011: Mona
- 2013: Torches and Pitchforks
- 2018: Soldier On

### Singles
- 2010: Listen to Your Love
- 2010: Trouble on the Way
- 2011: Teenager
- 2011: Shooting the Moon
- 2012: Lean into the Fall
- 2013: Goons (Baby, I Need It All)